# Fosta mea Super-Gagică
Fosta mea Super-Gagică (2006, denumire originală: My Super Ex-Girlfriend) este un film american cu supereroi, romantic, de comedie, regizat de Ivan Reitman, cu Uma Thurman și Luke Wilson în rolurile principale.  

## Poveste
Matthew Saunders călătorește cu metroul împreună cu colegul său de muncă Vaughn Haige. Acesta din urmă îi arată o fată în metrou și îi spune să o agățe. Jenny Johnson îi refuză invitația lui Matthew la o cafea, dar cineva îi fură geanta și fuge cu ea afară pe străzi. Matthew îl urmărește și îi recuperează geanta, în cele din urmă Jenny acceptă să se întâlnească. Jenny îi dezvăluie că ea este G-Girl, o femeie cu superputeri și că totul a început în timpul școlii când a căzut un meteorit pe care l-a atins și a transformat-o. Atunci era împreună cu Barry Edward Lambert, care în prezent a devenit un infractor. După ce relația cu Jenny evoluează și ea devine posesivă, autoritară și nervoasă, Matthew își dă seamă că este îndrăgostit cu adevărat de Hannah Lewis, o colegă de la birou. La sfatul lui Vaughn, Matthew se desparte de Jenny și începe o relație cu Hannah. Dar Jenny începe să se răzbune, prima oară aruncând mașina lui Matthew în spațiul cosmic.

## Distribuție
- Uma Thurman este Jenny Johnson / G-Girl, o femeie cu superputeri
- Luke Wilson este Matthew "Matt" Saunders
- Anna Faris este Hannah Lewis
- Eddie Izzard este Barry Edward Lambert / Profesorul Bedlam
- Rainn Wilson este Vaughn Haige
- Wanda Sykes este Carla Dunkirk
- Stelio Savante este Leo
- Mike Iorio este Lenny
- Mark Consuelos este Steve
- Tara L. Thompson este Adolescenta Jenny Johnson
- Kevin Townley este Adolescentul Barry Lambert
- Tom Henry este the guy in the red cast
- Margaret Anne Florence este barmanul